# La Varella
La Varella (anche Lavarella, La Varela o Lavarela; in ladino: Piz de Lavarela) è una montagna delle Dolomiti, situata nel gruppo delle Dolomiti Orientali di Badia, alta 3.055 m.
È una delle cime che circondano l'Alpe di Fanes; fa parte del Gruppo delle Cunturines e sovrasta il paese di San Cassiano a nord di esso.